# Protestos contra a morte de Mahsa Amini
Os protestos contra a morte de Mahsa Amini são uma série de manifestações que começaram em Teerã, Irã, em 16 de setembro de 2022 após a morte de Mahsa Amini (em persa: مهسا امینی) que morreu sob custódia policial, supostamente tendo sido espancada pela Patrulha de Orientação, a "polícia da moralidade" islâmica do Irã, e acusada de uma violação de moda relacionada a um "hijabe impróprio e inadequado". De acordo com testemunhas oculares, Amini foi severamente espancada por oficiais da Patrulha de Orientação – uma afirmação negada pelas autoridades iranianas.
Os protestos começaram nas cidades de Saqqez, Sanandaj, Divandarreh, Baneh e Bijar, na província do Curdistão, e depois se espalharam para outras partes do Irã. Esses protestos se espalharam rapidamente após um dia e as cidades de Teerã, Hamadã, Quermanxá, Mexede, Sabzevar, Amol, Babol, Isfahan, Carmânia, Xiraz, Tabriz, Resht, Sari, Caraje, Chalous, Araque, Quis, Tonekabon, Arak, Ilam e muitas outras cidades se juntaram a esses protestos.
Até 8 de outubro de 2022, pelo menos 185 manifestantes foram mortos, tornando esses protestos mais mortais desde os protestos de 2019-2020, com mais de 1 500 mortes.
Em resposta aos protestos, o governo do Irã bloqueou o acesso a aplicativos como Instagram e WhatsApp, e limitou a acessibilidade à Internet, para reduzir a capacidade de organização dos manifestantes.  Essas podem ser as restrições mais severas da Internet no Irã desde 2019, quando foi completamente encerrada.

## Antecedentes
Mahsa Amini era uma jovem iraniana de 22 anos que foi presa pela Patrulha de Orientação em 14 de setembro de 2022 e sofreu morte cerebral devido a uma lesão no crânio após supostamente ter sido espancada. Ela morreu dois dias depois, em 16 de setembro. Após seu funeral, protestos foram realizados em diferentes partes do Irã. Mais tarde, uma greve nacional foi convocada da província do Curdistão para Teerã em 18 de setembro. Partidos do Curdistão iraniano e ativistas civis e políticos do Curdistão declararam na segunda-feira um dia de greve geral.

## Cronologia
Horas após a morte de Mahsa Amini, um grupo de pessoas se reuniu em protesto contra seu assassinato perto do Hospital Kasar, onde Amini morreu, e entoou slogans como "Morte ao ditador", "Patrulha de orientação é uma assassina", "Vou matar, vai matar quem matou minha irmã", "Juro pelo sangue de Mahsa", "O Irã será livre", "Khamenei é um assassino, seu governo é inválido" e "Opressão contra as mulheres do Curdistão a Teerã". Esses protestos foram recebidos com a repressão e prisão de manifestantes. Várias mulheres decolaram e queimaram seus hijabes e lenços de cabeça em resposta ao ataque das forças de contra-insurgência e gritaram o slogan "Shameless Daesh". Algumas pessoas buzinaram nas ruas em sinal de protesto. Outro protesto contra as leis de uso obrigatório do hijabe ocorreu naquela noite na Praça Argentina de Teerã. Os manifestantes gritavam slogans contra a soberania do Irã e as leis compulsórias de uso do hijab. Vídeos divulgados da noite mostram a prisão violenta de alguns dos manifestantes.

### 17 de setembro
Desde sábado, após o enterro de Amini, Saqqez, sua cidade natal, e a cidade de Sanandaj foram palco de manifestações massivas, onde as forças do governo usaram força violenta para dispersar os manifestantes. A imagem publicada do túmulo de Amini em Saqqez mostra as palavras em uma pedra acima dela em curdo:
"Zina (Mahsa), você não morrerá, seu nome se tornará um símbolo."

### 18 de setembro
O povo de Sanandaj mais uma vez saiu às ruas na noite de domingo para protestar contra a morte de Mahsa e entoou os slogans "Morte ao ditador", "Vergonha de nós, vergonha de nós/nosso líder bastardo" e "Morte a Khamenei". Um grupo de mulheres tirou seus hijabes publicamente em forma de protesto. De acordo com fontes não confirmadas citadas pela BBC, as forças de segurança dispararam contra os manifestantes. Vários estudantes da Universidade de Teerã realizaram um protesto no domingo com cartazes nas mãos. Neste dia, uma forte presença de forças de segurança foi relatada em Teerã e Mashhad.

### 19 de setembro
No dia 19, o serviço de internet móvel caiu no centro de Teerã. De acordo com vídeos nas redes sociais, os protestos continuaram no centro de Teerã, na cidade de Rasht, no norte, na cidade central de Ishfan, bem como no território curdo ocidental. De acordo com a Hengaw, uma organização nórdica que monitora os direitos humanos no Irã, três manifestantes foram mortos pelas forças de segurança na província do Curdistão.
Um homem de 23 anos chamado Farjad Darvishi foi morto pela polícia enquanto protestava na cidade Waliasr de Urmia, Irã. Ele teria sido baleado por agentes de segurança da polícia durante a manifestação e morreu a caminho do hospital devido aos ferimentos.

### 20 de setembro
De acordo com a Voz da América, vídeos das redes sociais não confirmados mostraram protestos contra o governo em pelo menos 16 das 31 províncias do Irã, incluindo "Alborz, Azerbaijão Oriental, Fars, Gilan, Golestan, Hormozgan, Ilam, Isfahan, Kerman, Kermanshah, Curdistão, Mazandaran, Qazvin, Razavi Khorasan, Teerã e Azerbaijão Ocidental." Manifestantes em Sari pareciam arrancar fotos do aiatolá e de seu antecessor de um prédio da cidade. A mídia estatal iraniana informou que três pessoas foram mortas em protestos no Curdistão. De acordo com Hengaw, dois manifestantes do sexo masculino foram mortos pelas forças de segurança no Azerbaijão Ocidental, e uma manifestante do sexo feminino foi igualmente morta em Kermanshah. O promotor em Kermanshah negou a responsabilidade do Estado, afirmando que as pessoas estavam sendo mortas por "elementos anti-revolucionários". A mídia estatal iraniana relatou a morte de um assistente de polícia de manifestantes na cidade de Shiraz, no sul. Na cidade de Kerman, uma mulher foi filmada tirando o hijab e cortando o rabo de cavalo durante um protesto. Algumas testemunhas entrevistadas pela CNN caracterizaram os protestos do dia como "protestos relâmpagos" que procuraram se formar e depois se dispersar rapidamente antes que as forças de segurança pudessem intervir.

### 21 de setembro
Mulheres em Sari foram gravadas queimando seus hijabs em protesto. De acordo com Hengaw, um homem supostamente baleado pelas forças de segurança no dia 19 morreu no dia 21. Hengaw afirmou que dez manifestantes no total foram mortos até agora pelas forças de segurança; a Anistia Internacional afirmou ter confirmado oito dessas mortes até agora. A Anistia Internacional também condenou o que chamou de "uso ilegal de tiros de pássaros e outras munições" contra os manifestantes. O WhatsApp e Instagram, as únicas redes sociais e aplicativos de mensagens permitidos no Irã, foram restringidos; além disso, houve um desligamento generalizado da internet, principalmente nas redes móveis. A Basij do Irã, uma milícia estatal, realizou contra-comícios pró-governo em Teerã. Em outros países, manifestações de solidariedade com os manifestantes ocorreram em países como Canadá, Itália, Suécia, Turquia e Estados Unidos.
De acordo com duas agências de notícias iranianas semi-oficiais, um membro do Basij foi morto a facadas em Mashhad.

### 22 de setembro
Manifestantes em Teerã e outras cidades queimaram delegacias e carros de polícia. Os protestos continuaram apesar das interrupções generalizadas da internet em todo o Irã. Pessoas em diferentes áreas do norte e sul da capital, Teerã, continuaram seus protestos com diferentes slogans. Além disso, pessoas protestaram em diferentes regiões do país em pequenas e grandes cidades e até em áreas que não participaram dos protestos dos anos anteriores. Esses protestos foram recebidos com forte repressão pela Guarda Revolucionária e pela polícia antimotim do Governo Islâmico do Irã. Essas forças confrontaram as pessoas usando gás lacrimogêneo e tiros diretos. Muitas pessoas ficaram feridas e morreram.

### 23 de setembro
Os protestos continuaram na capital Teerã, combates pesados foram relatados em Isfahan ao anoitecer. Muitas outras celebridades notáveis aconselharam o estado a não continuar a repressão. As universidades foram fechadas, alteradas para o modo de ensino virtual. O Departamento de Estado Americano emitiu uma licença geral permitindo o acesso de corporações ao mercado de internet iraniano. Durante toda a sexta-feira, os imãs expressaram raiva e exigiram a aplicação da polícia.

## Slogans
Os manifestantes empregaram uma variedade de slogans e cartazes nesses protestos, que criticam diretamente o governo da República Islâmica do Irã e seu líder, Khamenei. Os manifestantes demonstraram forte oposição aos atos de violência contra as mulheres perpetrados pela Patrulha de Orientação do Irã em particular. "Mulher, Vida, Liberdade" (em persa: زن، زندگی، آزادی) é um slogan popular dos protestos.

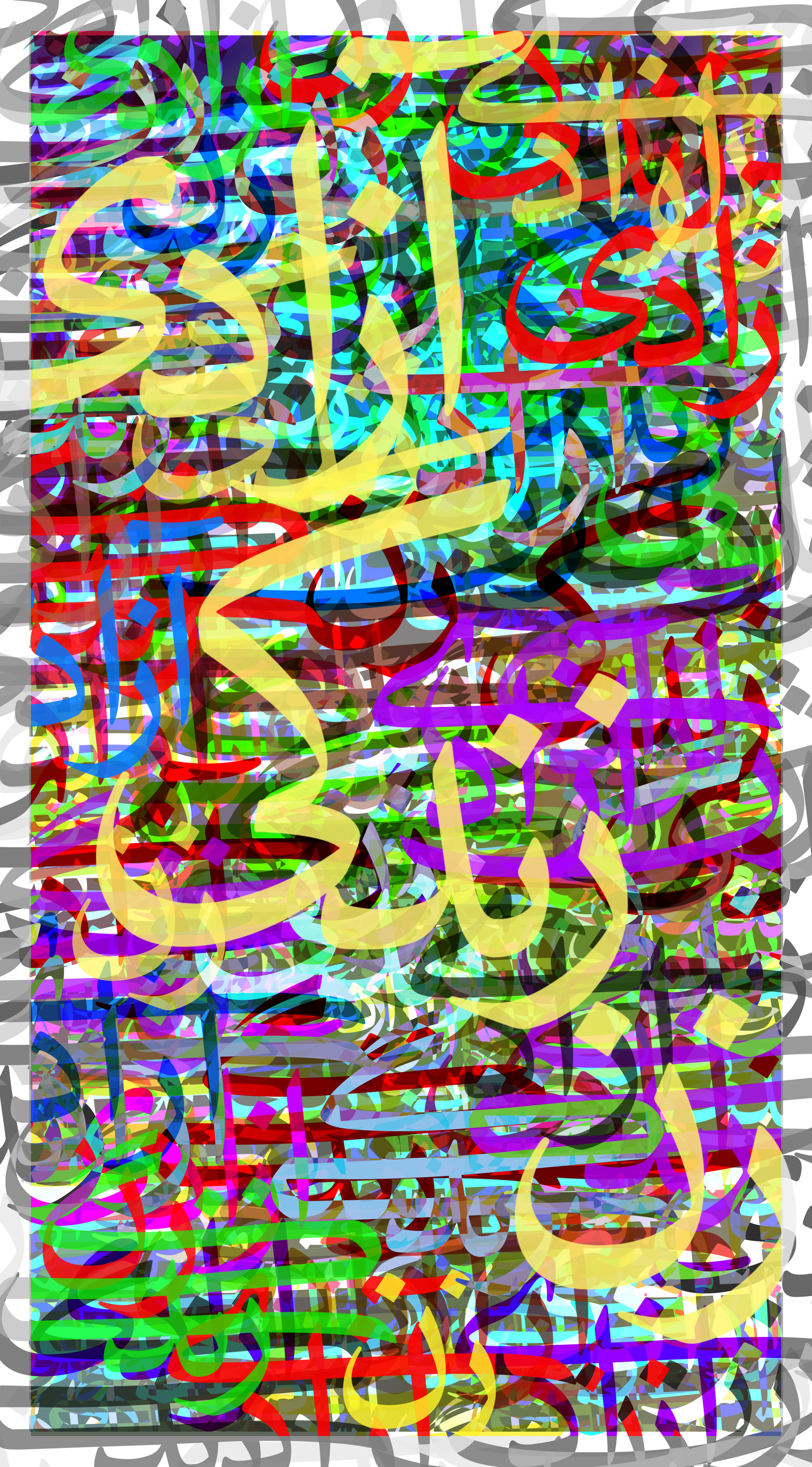
"Mulher, Vida, Liberdade": um dos principais slogans dos manifestantes

## Vítimas
De acordo com a Iran Human Rights, até 23 de setembro, 50 pessoas foram mortas junto com centenas de mulheres detidas e abusadas pelas autoridades. O nome e a data do assassinato são mostrados quando possível.
| Cidade            | Vítimas | Nome(s)                                           | Data           | Detalhes                                                                                                  |
| ----------------- | ------- | ------------------------------------------------- | -------------- | --- |
| Amol              | 11      |                                                   | 22 de setembro | [ 44 ] |
| Babol             | 6       |                                                   |                | |
| Divandarreh       | 2       | Fouad Qadimi, Mohsen Mohammadi                    | 20 de setembro | O Grupo de Direitos Humanos do Irã relata duas mortes, enquanto outras fontes relatam quatro.             |
| Saqqez            | 1       |                                                   |                | |
| Dehgolan          | 1       | Reza Lotfi                                        | 20 de setembro | [ 46 ] |
| Mahabad           | 1       |                                                   |                | |
| Urmia             | 1       | Farjad Darvishi                                   | 21 de setembro | [ 47 ] |
| Karaj             | 1       |                                                   |                | |
| Piranshahr        | 1       | Zakaria Khyal                                     | 21 de setembro | Vídeo mostrando sua mãe cantando uma canção de ninar curda em seu túmulo, chamando-o de "mártir".         |
| Kermanshah        | 2       | Minoo Majidi                                      | 22 de setembro | [ 49 ] |
| Oshnavieh         | 4       | Amin Maroufi                                      | 22 de setembro | A Rede de Direitos Humanos do Curdistão relata três mortes: Amin Marefat, Milan Haqiqi, Sadreddin Litani. |
| Quchan            | 1       | Ali Mozaffari                                     | 22 de setembro | Jogador da equipe Saipa, de vôlei.                                                                        |
| Bandar Anzali     | 1       |                                                   |                | |
| Nowshahr          | 1       | Hananeh Kia                                       | 22 de setembro | |
| Ilam              | 1       | Mohsen Qeysari                                    | 21 de setembro | [ 52 ] |
| Tabriz            | 1       |                                                   |                | |
| Eslamabad-e Gharb | 2       | Amir Fooladi (15 anos), Saeid Mohammadi (21 anos) | 22 de setembro | [ 53 ] |
| Dehdasht          | 2       | Pedram Azarnoosh, Mehrdad Behnam Asl              | 22 de setembro | |
| Total             | 50      |                                                   |                | [ 1 ] |

## Apagão da Internet
Para evitar que fotos e vídeos dos protestos sejam transmitidos na Internet e para impedir que cheguem às principais agências de notícias do mundo, o governo iraniano inicialmente cortou as redes de Internet e os canais de mídia social nas cidades de Saqqez e Sanandaj por alguns dias. Com a propagação dos protestos por todo o Irã, o governo da República Islâmica cortou toda a Internet em todo o Irã. No Twitter, a plataforma de mensagens WhatsApp afirmou que estava trabalhando para manter os usuários iranianos conectados e não bloquearia os números de telefone iranianos. A televisão estatal iraniana tentou controlar os protestos transmitindo programas de propaganda contra os protestos populares. Além disso, apoiadores do governo iraniano, escoltados pela polícia do governo iraniano, protestaram nas ruas com slogans contra os manifestantes iranianos e contra os Estados Unidos e a Inglaterra.

## Reações
Em 22 de setembro, a principal correspondente internacional da CNN, Christiane Amanpour, deveria entrevistar o presidente iraniano Ebrahim Raisi na cidade de Nova Iorque, após sua aparição na assembleia geral das Nações Unidas. Amanpour planejava falar com o presidente Raisi sobre várias questões internacionais, incluindo a morte de Mahsa Amini e os protestos relacionados. A tão esperada entrevista teria sido a primeira vez que Raisi falaria com a imprensa americana em solo americano. Quarenta minutos após o início da entrevista e antes da chegada de Raisi, um assessor do líder iraniano fez um pedido de última hora e afirmou que a reunião não aconteceria a menos que o jornalista usasse um lenço na cabeça, referindo-se à "situação no Irã" considerando como "uma questão de respeito". A jornalista recusou.

### Reações internacionais

#### Países
- Canadá: A ministra das Relações Exteriores, Mélanie Joly, pediu "uma investigação completa e completa das ações do regime" após a morte de Amini.[59]

- Índia: Várias mulheres iranianas protestaram contra o governo iraniano e queimaram seus hijabes como sinal de protesto.[60]

- Turquia: Manifestações ocorreram em várias cidades turcas, incluindo um protesto de um grupo de iranianos em frente ao consulado iraniano em Istambul.[61][62]

- Estados Unidos: O secretário de Estado, Antony Blinken, condenou o governo iraniano em resposta à morte de Amini, twittando que "a morte [de Amini] é imperdoável. Continuaremos a responsabilizar as autoridades iranianas por tais abusos dos direitos humanos".[63]

#### Organizações internacionais
- União Europeia: O Serviço Europeu de Ação Externa (SEAE) condenou a morte de Amini em um comunicado e pediu ao governo iraniano que "garanta que os direitos fundamentais de seus cidadãos sejam respeitados".[64]

- Nações Unidas: Nada Al-Nashif, a Alta Comissária das Nações Unidas para os Direitos Humanos, expressou preocupação com a morte de Amini e a resposta das autoridades iranianas aos protestos resultantes.[65]

### Defensores dos direitos humanos
Após fotos e vídeos dos protestos e da força de resposta mostrados durante os protestos, muitos grupos internacionais de direitos humanos, como o grupo Iran Human Rights e o grupo Human Rights Watch, e a Alta Comissária Interina da ONU para os Direitos Humanos Nada Al-Nashif, emitiram declarações de preocupação.  O grupo Human Rights Watch levantou preocupações específicas sobre relatórios que parecem indicar autoridades usando gás lacrimogêneo e força letal para dispersar manifestantes. O Departamento do Tesouro dos Estados Unidos anunciou sanções contra a Patrulha de Orientação, bem como sete altos líderes de várias organizações de segurança do Irã.

## Sanções
Em 22 de setembro de 2022, o Departamento do Tesouro dos Estados Unidos anunciou sanções contra a Polícia Moral, bem como sete altos líderes de várias organizações de segurança do Irã, "pela violência contra manifestantes e pela morte de Mahsa Amini". Estes incluem Mohammad Rostami Cheshmeh Gachi, chefe da Polícia Moral do Irã, e Kioumars Heidari, comandante da força terrestre do exército iraniano, além do ministro iraniano da Inteligência Esmail Khatib, Haj Ahmad Mirzaei, chefe da divisão de Teerã da Polícia Moral, Salar Abnoush, vice-comandante da milícia Basij, e dois comandantes de aplicação da lei, Manouchehr Amanollahi e Qasem Rezaei, da LEF em Chaharmahal e na província de Bakhtiari, no Irã. As sanções envolveriam o bloqueio de quaisquer propriedades ou interesses em propriedades dentro da jurisdição dos Estados Unidos e denunciá-los ao Departamento do Tesouro dos Estados Unidos. As penalidades seriam impostas a quaisquer partes que facilitassem transações ou serviços para as entidades sancionadas.